# 불신의 유예

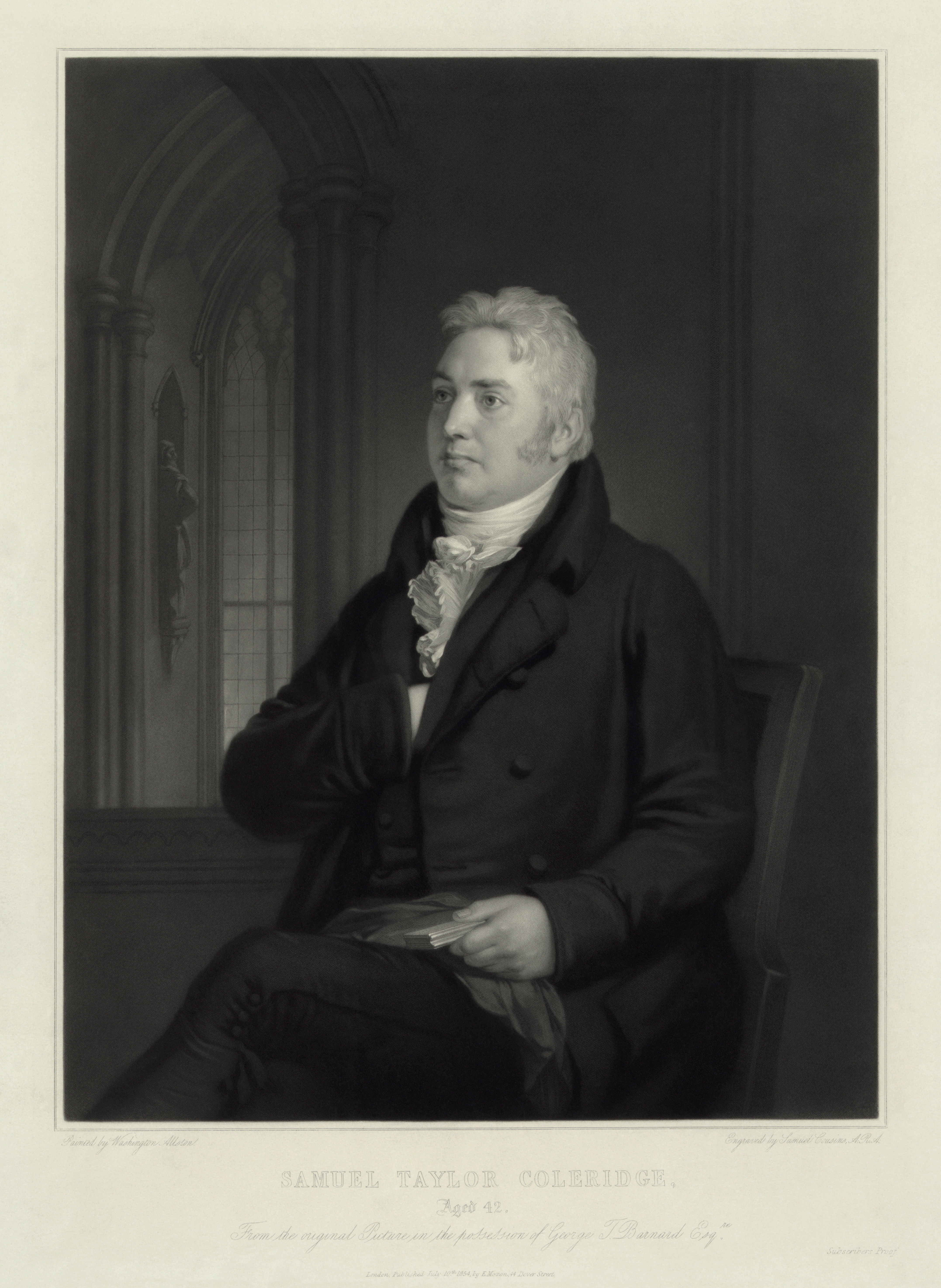
영국 문학에 큰 영향을 미친 것으로 알려진 철학자이자 작가인 새뮤얼 테일러 콜리지는 이 표현을 만들고 상세히 설명했다.

불신의 유예(不信의 猶豫, suspension of disbelief) 또는 학술적 맥락에서 불신의 자발적 중지(不信의 自發的 中止, willing suspension of disbelief)란 서사를 즐기기 위해 비현실적이거나 현실에서 불가능한 것, 예컨대 추측적 허구 작품의 요소들을 이해할 때 비판적 사고와 논리를 의도적으로 배제하는 것을 말한다. 이 개념은 역사적으로 그리스-로마의 연극 원리에서 유래했는데, 여기서 관객은 등장인물들의 행동과 경험을 통해 카타르시스를 느끼기 위해 허구의 비현실성을 무시한다.
이 용어는 영국의 시인이자 철학자인 새뮤얼 테일러 콜리지가 1817년 저서 《문학평전》(Biographia Literaria)에서 처음 사용하고 상세히 설명했다. "시적 신념을 구성하는, 순간적이고 자발적인 불신의 유예"라는 표현이 그것이다.

## 기원
이 용어는 영국의 시인이자 미학 철학자인 새뮤얼 테일러 콜리지의 《문학평전》에서 처음 등장했다. 콜리지는 작가가 개연성이 떨어지는 요소들이 있는 이야기에 "인간적 흥미와 진실다움"을 불어넣을 수 있다면, 독자는 자발적으로 서사의 비개연성에 대한 판단을 유예할 것이라고 제안했다. 콜리지는 환상적 요소들을 시에 되돌리는 데 관심이 있었고, 현대의 계몽된 독자들이 어떻게 그러한 종류의 문학을 계속 즐길 수 있는지 설명하기 위해 이 개념을 발전시켰다. 콜리지는 윌리엄 워즈워스와의 공동 작업인 《서정가요집》과 같은 자신의 작품이 본질적으로 초자연적 인물과 사건을 그럴듯한 용어로 설명하려는 시도를 포함하고 있어서, 상상력이 만들어낸 개연성 없는 인물과 사건이 진실해 보일 수 있고 허구와 현실 사이에 더 큰 대비를 보여줄 수 있다고 제안했다. 콜리지는 이 개념을 "시적 신념"이라고도 불렀는데, 이는 이해되고 있는 것의 비합리성과 관계없이 정신의 능력을 자극하는 초자연적인 것과 유사한 감정이라고 설명했다.

콜리지는 다음과 같이 회상했다.
나의 노력은 초자연적이거나 적어도 낭만적인 인물과 성격을 다루되, 우리의 내면으로부터 인간적 흥미와 진실다움을 전이시켜 상상력이 만들어낸 이 그림자들이 시적 신념을 구성하는 순간적이고 자발적인 불신의 유예를 얻을 수 있도록 하는 데 집중하기로 합의되었다. 반면 워즈워스는 일상적인 것들에 참신함이라는 매력을 부여하고, 관습이 가져온 무감각에서 정신의 주의력을 일깨워 우리 앞에 있는 세계의 사랑스러움과 경이로움으로 향하게 함으로써 초자연적인 것과 유사한 감정을 불러일으키는 것을 자신의 목표로 삼기로 했다.
이 개념은 이미 고대에도 이해되고 있었는데, 특히 초자연적인 것에 대한 회의주의가 증가하던 시기에 저술 활동을 한 호라티우스와 키케로의 로마 이론적 관심사에서 잘 나타난다. 호라티우스는 《시학》에서 "회화와 같이 시도 그러하다"를 뜻하는 "우트 픽투라 포에시스"(Ut pictura poesis)라는 문구를 사용했다. 데이비드 챈들러에 따르면, 콜리지는 원래 요한 야코프 브루커의 《철학사비평》(Historia Critica Philosophiae)에서 "동의의 유예"를 뜻하는 "아센수스 수스펜시오네"(assensus suspensione)라는 구절에서 자신의 개념을 끌어왔다고 한다. 브루커의 이 구절은 키케로가 《아카데미카》에서 사용한 "동의의 보류"를 뜻하는 "아드센시오니스 레텐티오"(adsensionis retentio)를 현대화한 것이었다.

## 개념
콜리지가 제시한 전통적인 불신의 유예 개념은 허구적 인물이나 사건의 현실성에 대한 불신을 유예하는 것이 아니라, 개연성이 떨어진다고 여겨지는 현상에 대한 불신을 유예하는 것이다. 이는 독자가 이야기에서 어떤 현상의 비개연성 자체를 단순히 유예하는 것이 아니라, 서사 속에서 그 현상을 경험하는 등장인물의 감정을 모사하면서 초자연적 현상에 대한 불신을 유예하는 방식에서 잘 드러난다.
"불신의 유예"라는 용어는 20세기 후반에 이르러 더 느슨하게 사용되기 시작했는데, 이는 불신의 유예를 이루어내는 부담이 작가가 아닌 독자에게 있다는 것을 암시하는 의미로 주로 사용되었다. 이는 관객이 매체의 한계를 기꺼이 간과함으로써 그러한 한계가 전제들을 받아들이는 데 방해가 되지 않도록 하는 것을 가리킬 수 있다. 이러한 전제들은 또한 정신의 몰입을 이끌어내고 아마도 사고, 아이디어, 예술, 이론들을 제안하는 데 도움이 될 수 있다. 예를 들어 영화에서는, 관객이 무대화된 연기를 보고 있다는 현실을 무시하고 일시적으로 그것을 자신의 현실로 받아들여야 오락적 요소를 즐길 수 있다. 초기의 흑백 영화는 이러한 이유로 관객의 불신 유예를 필요로 하는 시각 매체의 한 예다. 허구에서의 인지적 소외 또는 인지적 낯섦은 불신의 유예를 촉진하기 위해 개인의 무지를 활용하는 것을 포함한다.

## 문학의 예시
불신의 유예는 종종 라이브 연극의 필수적인 요소라고 일컬어진다. 이는 셰익스피어도 인정한 바 있는데, 《헨리 5세》의 프롤로그에서 "상상의 힘을 만들어내고 [...] 지금 우리의 왕들을 장식해야 하는 것은 당신들의 생각입니다 [...] 수많은 세월의 성취를 모래시계 속으로 담아내는" 것이라며 언급했다. 초자연적인 것을 다루는 시와 허구 문학은 18세기에 이르러 상당 부분 유행에서 멀어졌는데, 이는 부분적으로 새로운 과학이 제시하는 세계에 대한 합리적 접근을 받아들인 교양 계층에서 마녀와 기타 초자연적 존재들에 대한 믿음이 쇠퇴했기 때문이다. 특히 알렉산더 포프는 그 세기에 초자연적인 것을 끌어들인 몇 안 되는 영시 중 하나인 《머리카락 강탈》에서 정령들을 등장시킨 것에 대해 설명하고 정당화할 필요성을 느꼈다.

## 심리학
미국의 심리학적 비평가 노먼 N. 홀랜드는 불신의 유예에 대한 신경과학적 이론을 제시했다. 신경학적으로 볼 때, 한 사람이 허구 작품의 서사에 몰입할 때 뇌는 전적으로 지각 모드로 들어가며, 행동하거나 행동을 계획하는 기능은 덜 집중적으로 작동한다. "시적 신념"은 몰입하고 있는 서사의 가치에 의해 뒷받침되는 자발적 행위이다. 사람이 보거나 들은 것에 대해 생각하기 위해 지각을 멈출 때, 그것의 "진실 가치"가 평가된다.

## 비판
미학 철학자들은 일반적으로 "불신의 유예"가 사람들과 "허구" 사이의 관계를 정확하게 특징지을 수 있다는 주장을 거부한다. 미국의 철학자 켄달 월턴은 관객이 공포 영화를 볼 때 진정으로 불신을 유예하고 그 이미지들을 절대적 사실로 받아들인다면, 영화를 여가로 감상하는 안전성과 모순되는 비현실적이고 실제와 같은 반응을 보일 것이라고 지적했다. 예를 들어, 이러한 논리가 일반적으로 적용된다면, 관객들은 화면 속에서 위험에 처한 등장인물들을 돕거나 화면 속 살인을 목격했을 때 당국에 신고하려 할 것이다.
모든 작가들이 "불신의 유예"가 관객과 상상적 예술 작품 사이의 관계를 적절하게 특징짓는다고 믿지는 않는다. J. R. R. 톨킨은 《요정 이야기에 관하여》에서 이 개념에 도전했는데, 대신 현실의 내적 일관성에 기초한 "이차적 믿음"이라는 패러다임을 선택했다. 서사가 작동하기 위해서는, 독자가 허구적 세계의 이차적 현실 '내에서' 읽는 것이 진실이라고 믿어야 한다는 것이다. 작가가 내적으로 일관된 허구적 세계를 창조하는 데 집중함으로써 이차적 믿음이 가능해진다. 톨킨은 불신의 유예는 작품이 이차적 믿음을 창조하는 데 실패했을 때만 필요하다고 주장했다. 그 시점부터 독자는 이야기에 몰입하기를 멈추게 되므로 의식적으로 불신을 유예하려 노력하거나 아니면 완전히 포기해야만 한다는 것이다.

## 같이 보기
- 555 (전화 번호)
- 폭력의 미화
- 구분화 (심리학)
- 데우스 엑스 마키나
- 극적 관습
- 제4의 벽
- 허구의 역설
- 심판의 정지
- 토미 웨스트팔 우주설
- 신빙성 (문학)